# 新罗谢尔二百五十周年半美元
新罗谢尔二百五十周年半美元（New Rochelle 250th anniversary half dollar）是美国铸币局生产的50美分纪念币，旨在纪念欧洲移民在今纽约州西徹斯特郡新罗谢尔所在地定居二百五十周年。美国美术委员会否决罗瑞拉德·怀斯的设计方案后，创作奥尔巴尼宪章半美元的格特鲁德·拉思罗普获聘为纪念币操刀。硬币正面是当年卖掉新罗谢尔所在地的约翰·佩尔手牵“肥牛犊”，背面是新罗谢尔和法国拉罗谢尔市徽上都有的百合花饰。所有半美元都是1937年生产，但遵照授权法案要求实际标识的年份是1938。这款硬币面世后，铸币局直到1946年才生产下一款新设计的纪念币。
1936年美国国会授权发行的纪念币非常多，威彻斯特县硬币俱乐部希望也能为新罗谢尔的周年纪念发行一款。纽约州国会议员接受委托，授权法案通过前经过大量修订，以防过去纪念币发行期间出现的不良现象。美术委员会认可拉思罗普的设计方案后，费城铸币局共出产2万5015枚半美元，其中15枚由铸币局为美国化验委员会的年度检测保留。
硬币面世后以两美元单价发行，买家包括全美48个州和多个国家及地区居民。销售工作从1937年末持续到1938年初，后有9749枚退回铸币局熔毁。如今这款纪念币视成色而定，市场价格在数百美元不等。

## 背景
新罗谢尔是纽约州西徹斯特郡城市，源自1688年法国拉罗谢尔胡格诺派移民建立的定居点。次年，雅各布·莱斯勒（Jacob Leisler）代表这些移民从约翰·佩尔（John Pell）手中买下约2400公顷土地，条件之一是莱斯勒每年6月24日在佩尔及其继承人需要时提供“一头肥牛犊”。新罗谢尔部分土地之后一度归英裔美国政治理论家托马斯·潘恩所有，这里于1858年建村，1899年立市，属纽约市郊区。
1936年，由于新纪念币发行量小导致供不应求，美国纪念币市场价格节节攀升。1954年前，所有纪念币都是由政府以面值卖给国会授权的某个组织，这些组织再加价向公众转售，新币由此进入二级市场。1936年初，所有早期纪念币的价值都已超过发行价，公众只需买下并持有纪念币就能轻松等待升值赚取利润，许多人因此开始收集硬币，并且尽量买到新发行的币种。受此影响，国会1936年授权的新纪念币达十五款之多，不仅史无前例，而且纪录至今未破。国会还应发行团体要求重新授权多款过去发行的币种，例如早在1926年面世的俄勒冈小径纪念半美元。大量纪念币的发行也带来负作用，托马斯·加奇·梅利什（Thomas G. Melish）推动发行并销售的辛辛那提音乐中心半美元所纪念的周年活动根本不存在，还有部分发行商滥用发行和溢价权，引起收藏爱好者强烈不满。
面对市场乱象，国会1936年4月便已采取行动，在纪念币授权法案中加入保护消费者利益的条款。如新授权发行的纪念币只能在一家铸币局生产，不能再像过去一样在全部三家铸币局打造，防止收藏爱好者为集齐套装被迫购买三枚仅有铸币标记不同的硬币（各铸币局会在硬币上采用不同的铸币标记）。新罗谢尔半美元的授权法案中就有这项规定，而且法案虽是1936年通过，硬币1937年生产，但根据授权，所有半美元上的标识年份只能是1938。此外，法案还要求有权以面值从铸币局购买纪念币的组织至少要有三名由新罗谢尔市长任命的成员。
威彻斯特县硬币俱乐部成员得知国会在20世纪30年代中期已授权发行多款纪念币，于是他们希望发行新罗谢尔半美元，为该市250周年庆典活动融资，这样就不用在整个国家身处大萧条泥潭时进一步加重纳税人负担。1935年11月，俱乐部在会议上任命皮特··斯基普顿（Pitt M. Skipton）负责推动硬币授权。此后也正是在斯基普顿的努力下，新罗谢尔半美元才没有出现发行商滥用权力的问题。此外，纽约市钱币经销商古塔格兄弟公司（Guttag Brothers）的朱利叶斯·古塔格（Julius Guttag）也是俱乐部成员。

## 立法

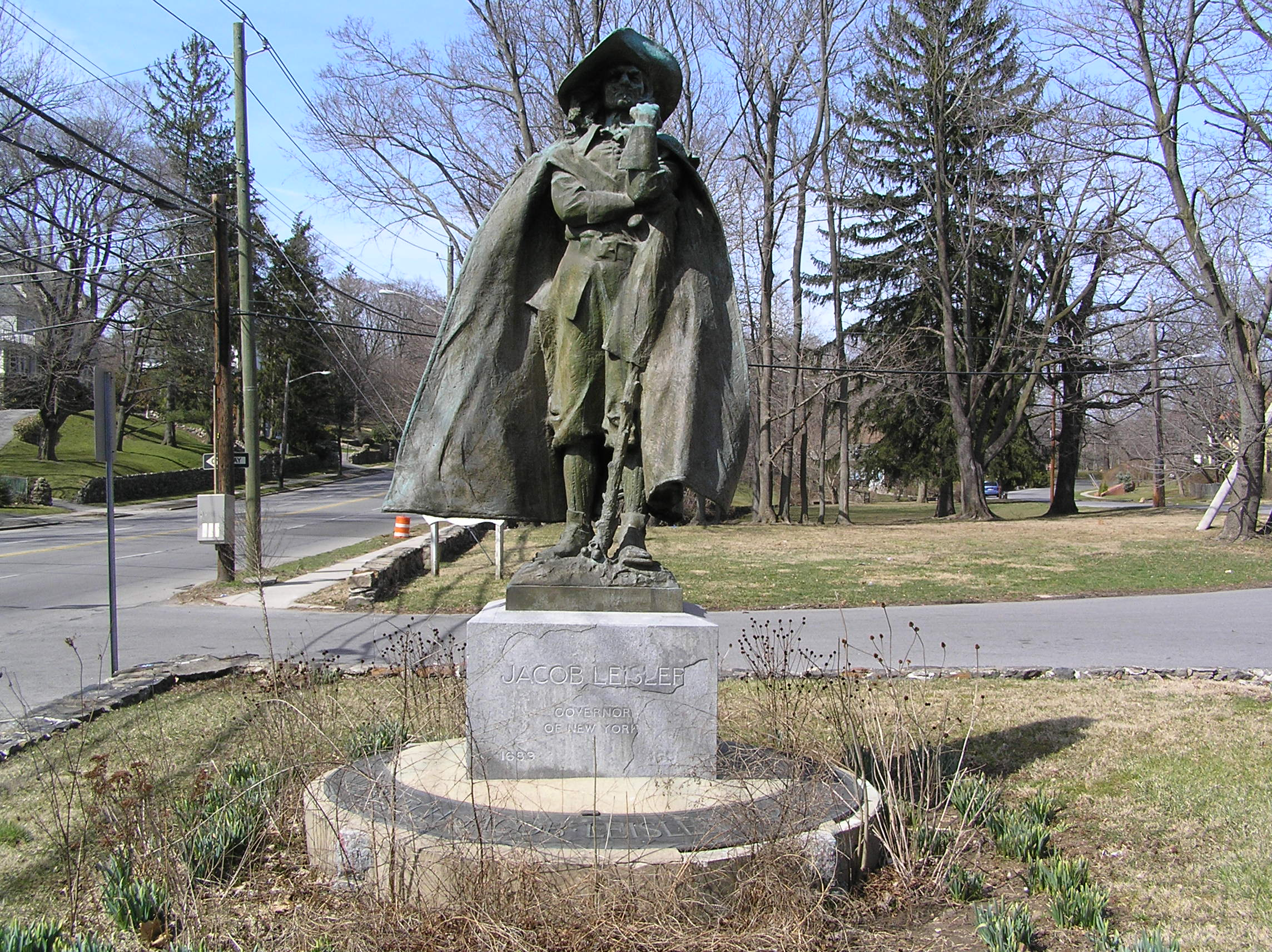
坐落在纽约州新罗谢尔的雅各布·莱斯勒雕像

1936年1月，纽约州联邦参议员罗耀尔·塞缪尔·科普兰（Royal S. Copeland）和联邦众议员查尔斯·邓斯莫尔·米拉德（Charles D. Millard）分别在参议院和众议院递交法案，建议授权发行新罗谢尔半美元。斯基普顿此前联络过两位议员，两人都同意帮忙，但科普兰参议员表示“总统那关可能很难过”。2月17日，铸币和度量衡委员会回报众议院，建议通过法案前先把授权发行量从两万提高到2.5万，同时要求新罗谢尔组建至少三名成员的委员会负责从铸币局订购纪念币。3月16日，众议院通过修订条款和法案，没有议员提出问题或异议。
递交参议院的法案转银行和货币委员会审议，此时委员会已有多款纪念币法案需要处理。此前，科罗拉多州参议员阿尔瓦·布兰查德·亚当斯（Alva B. Adams）带领银行和货币委员会下属小组委员会调查过往部分纪念币发售商滥用发行和溢价权的问题，并在3月11日召开听证会。调查结果表明，部分发售商力争在多个铸币局生产纪念币，而不同铸币局出产的硬币上通常有不同铸币标记，这样同一款硬币就会有多个不同品种，收藏爱好者为集齐套装只能分别购买，对此以前的硬币授权法案没有限制。德克萨斯州硬币交易商、美国钱币协会官员莱曼·霍夫克（Lyman W. Hoffecker）在听证会上称，以最早于1926年铸造的俄勒冈小径纪念半美元为例，部分纪念币因出产年份和铸币标记不同导致品种繁多，有些品种完全被个别经销商买断，还有一些因产量低致使价格居高不下，为了集齐套装，收藏爱好者需要面对大量品种和虚高的价格，他们对此极为不满。
参议院起初对科普兰的法案不置可否，直到3月26日亚当斯代表委员会回报参议院并附上多条修订条款，要求所有新罗谢尔半美元只能刻有一种年份和铸币标记，而且每次投产的产量不少于五千，还建议今后的纪念币法案都加上类似规定。3月27日，参议院经审议通过包括新罗谢尔半美元在内的全部六项纪念币法案及修正案，没有议员提出问题或异议。
两院通过的法案不完全相同，所以众议院于4月17日审议参议院的版本。密苏里州议员约翰·约瑟夫·科克伦（John J. Cochran）提议众议院同意参议院的修订，但需把每次至少生产五千的规定改成一次将2.5万全部出产。面对华盛顿州议员玛里安·锡安格克（Marion A. Zioncheck）的疑问科克伦表示，此举是为了保护收藏爱好者的利益。接下来没有人提出问题，众议院接受建议通过法案。4月27日，参议院接受亚当斯动议同意众议院的修订。5月5日，法案经富兰克林·德拉诺·罗斯福总统签字成为法律正式生效。钱币经销商麦克斯·梅尔1937年的纪念币主题著作这样写道：“去过新罗谢尔两三次，我实在不太理解这么个小镇怎么就值得专门发行纪念币……但事实证明它就是值得，必须的，显然有些活跃的收藏家很擅长穿针走线，推动图会通过2.5万枚硬币的授权法案，然后以两美元单价来卖”。

## 准备
根据授权法案要求，新罗谢尔市长哈里·斯科特（Harry Scott）组建“新罗谢尔纪念币委员会”，由斯基普顿担任主席、欧内斯特·沃森（Ernest H. Watson）主管财务，杰里·米勒曼（Jere Milleman）任书记员。此外，斯基普顿的夫人艾米（Amy Skipton）也在委员会出任行政秘书，协助丈夫工作。委员会起初聘请罗瑞拉德·怀斯（Lorrilard Wise）设计半美元，他在正面刻着坐在植物丛中的美洲原住民，眼望欧洲移民的船靠近，背后是升起的太阳，硬币背面是新罗谢尔盾徽。1936年7月17日，美国美术委员会开始审核设计方案并提出多项问题，如正面的美洲原住民是否以新罗谢尔当地印第安人为创作依据。根据沃伦·盖玛利尔·哈定总统1921年签署的行政命令，该委员会有权对包括硬币在内的各种公共美术品提供设计建议。7月20日，美术委员会在写给铸币局助理局长玛丽·玛格丽特·奥赖利的信中建议把正面设计完全推倒重来。8月17日，怀斯递交新石膏模型，委员会于9月6日批准。在此期间，纪念币委员会已收到许多订单，部分买家都有些等不及了。
批准设计方案后，美术委员会几乎马上就改变主意。委员会委员、雕塑家李·劳列（Lee Lawrie）觉得这已是怀斯的能力极限，而且真正有实力做好这项工作的雕塑家实在不多，所以倾向于让步接受，但另外两名委员尤金·萨维奇（Eugene Savage）和吉尔摩·克拉克（Gilmore Clarke）有不同意见。10月23日，美术委员会否决怀斯的模型，要求新罗谢尔委员会另聘设计师。11月中旬，斯基普顿夫妇已在检视格特鲁德·拉思罗普（Gertrude K. Lathrop）设计的奥尔巴尼宪章半美元样币后聘请她取代怀斯。拉思罗普于是来到新罗谢尔，研究当地文化和观念。斯基普顿夫妇起初只知道拉思罗普的姓氏和名字首字母缩写（G.K. Lathrop），以为她是男子，所以在新罗谢尔见到设计师时颇感意外。经过数次面谈，雕塑家和皮特·斯基普顿决定在纪念币正面采用“肥牛犊”，背面则是市徽上的百合花饰。
美术委员会显然以为新设计的背面还是新罗谢尔盾徽，然后迟迟没有拍板。拉思罗普和总统早在罗斯福担任纽约州州长时就有交情，所以亲自赶赴首都为设计争取。回来时她表示美术委员会将会批准牛犊版正面，背面无论是盾徽还是百合花饰都可以，纪念币委员会经讨论确认采用新设计。1937年2月18日，美术委员会认可拉思罗普的设计，新任委员、雕塑家保罗·曼希普（Paul Manship）也表示赞同，铸币局局长内莉·泰洛·罗斯于次日批准。根据授权法案规定，纪念币委员会需承担铸币金属模费用，财政部于3月12日收到300美元。四月初，财政部又收到1万2500美元预先付清2.5万枚半美元的货款。

## 设计
美丽硬币她银且白

比胡格诺派昔年梦想更迷魂

他们只盼找到像咱们新罗谢尔一般的城邑

各宗别派的人都能和谐共存

她在阴面背着法国的百合

阳面是那肥憨的牛犊昂首阔步

佩尔勋爵节期身着艳色

如史册所云，送牛抵地租

四面八方今已繁荣昌盛

新罗谢尔的英雄早已逝去

他们不畏艰险坚决斗争

为了钟爱的信仰，胸中的自由

小小的硬币仿佛天神恩德

故老相传的故事便是确据

愿事迹与美丽、信仰、希望、真理和爱世间永流泽

白鸽头上盘旋，歌颂美好安睦
新罗谢尔半美元正面是身穿优雅礼服的男子（约翰·佩尔）手牵肥牛犊，为了尽量接近真人形象，拉思罗普找来佩尔后人持有的画作研究。小牛是以纽约州府奥尔巴尼某农场的牛犊为模特儿，该农物属纽约州联邦众议员帕克·康宁（Parker Corning）所有，借给雕塑家的是纯种根西牛。据拉思罗普透露，小牛犊起初不大守规矩，但在习惯她的陪伴后就好多了，只要不反抗还会来亲她的鼻子。按照设计师的构想，正面的牛犊能让整枚硬币保持体面和美感的同时，又注入一丝幽默感。
硬币正面边缘有铭文（“纽约州新罗谢尔”）和（“1688年定居，1899年立市”）环绕，牛前肢右侧还有设计师姓名首字母缩写。半美元背面是新罗谢尔市徽和盾徽上都有的百合花饰，源自法国拉罗谢尔的盾徽和市徽。周围同样有多条铭文环绕，包括正上方的国名（“美利坚合众国”）、正下方的年份“1938”和面值（“半美元”），还有当时法律规定硬币上必须附有的三句格言（“合众为一”）、（“自由”）和（“我们信仰上帝”）。新罗谢尔半美元是最后一种边缘内侧有细齿状凸点的美国硬币，流通硬币早已取消这种设计。同时这还是1946年前美国铸币局生产的最后一种新设计纪念币。
《钱币学家》（The Numismatist）主编弗兰克·杜菲尔德（Frank Duffield）在新币面世后撰文称：奥尔巴尼的格特鲁德·拉思罗普小姐用新罗谢尔半美元再度证明她的设计功底。此前她设计的奥尔巴尼半美元在众多收藏家心目中就已经非常出色，即便是在所有纪念币里也能排上号。钱币学家斯图尔特·莫舍（Stuart Mosher）在1940年出版的纪念币主题著作中称赞新罗谢尔半美元“最让人赏心悦目。牛以活物为基准，佩尔勋爵身上的殖民时代服装也完全符合历史。每位艺术家在为美国政府设计硬币时都会对那些法律规定必不可少的格言感到棘手，但拉思罗普却把它们整齐有序地排在背面，避免再像许多硬币经常出现的那样，设计师试图将太多构想挤入狭小空间，导致图案倍显局促”。
美术史学家科尼利厄斯·弗缪尔（Cornelius Vermeule）在美国钱币和奖章主题著作中认为，新罗谢尔半美元虽然“简约、大胆”，但也实在乏味，考虑到正面的牛是以康宁众议员农物中的活体为模特儿，应该能让那些要求牛犊逼真的唯美主义者满意，而且这头“肥牛犊”也的确堪称美国钱币艺术智慧的结晶。他还称，难怪罗斯福总统看到这样的硬币面世后会敦促国会暂时别再授权发行纪念币。更严重的是，针对半美元纪念币的偏见日积月累，导致此后多年都没有新币面世，就连25年后迎来内战百年纪念时都不例外。

## 铸造、销售和收藏
1937年4月，费城铸币局共出产2万5015枚新罗谢尔半美元，其中15枚由铸币局保留，等待来年美国化验委员会的年度检测。铸币局觉得把硬币直接交给威彻斯特县硬币俱乐部不合适，所以改送至新罗谢尔第一国家银行。4月16日到货后，拉思罗普前往检视并表示满意。斯基普顿夫妇等人在银行处理大量邮购订单，有意者还可以直接到银行窗口购买。地方银行以两美元单价发售纪念币，邮购订单还需加付邮资和保险费用。铸币局生产的首枚硬币呈送到斯科特市长手上，第二枚则送给威彻斯特县硬币俱乐部主席。除全美此时的48个州外，纪念币委员会完成的订单还有来自波多黎各、夏威夷领地、巴拿马运河区、加拿大、新西兰和荷属东印度的居民。然而美国纪念币市场1937年时已因种类太多崩溃，新罗谢尔半美元的销售工作在卖掉略超一半后陷入僵局，虽然硬币俱乐部成员以面值买下数百枚，但最终还是有9749枚于1938年中期退回铸币局熔毁，所以加上化验用币共计还有1万5266枚存世。1938年6月，250周年庆典活动在新罗谢尔展开，活动基金就包含半美元的发行获利。
2.5万枚纪念币中包含铸币局使用抛光坯饼铸造的50枚精制币，每枚配有包装盒和银质奖章赠送给贵宾、纪念币委员会成员和硬币俱乐部部分成员。此外，这款纪念币还有至少一枚磨砂处理的精制币，由铸币局首席雕刻师约翰·雷·辛诺克（John R. Sinnock）保留。
1940年，新罗谢尔半美元的市场零售价为1.75美元，1950年升至六美元，1970年已到67美元，1985年达到500美元。根据理查德·约曼（Richard S. Yeoman）2018年豪华版的《美国钱币指南手册》（A Guide Book of United States Coins），如今这款纪念币视成色而定，价值在310至425美元范围。2006年，一枚成色根据谢尔顿硬币分级标准判定基本完美的样币以3593美元成交。
美国革命后，佩尔家族每年6月24日可获得一头肥牛犊的规定失效，新罗谢尔所在地的所有权也同佩尔家族无关，但当地还是会不时通过活动再现传统。1938年的250周年纪念就是如此，1988年的三百周年再度重现。三百周年时接收牛犊的佩尔家族成员包括罗德岛州联邦参议员克莱伯恩·佩尔（Claiborne Pell），只是借来的牛犊拒不配合，只能由四名成年男子拖到舞台上，仪式完成后又放回同样位于威彻斯特县的农场。当然，活动期间午餐会上的烤牛肉同这头牛无关。如果牛犊是买下而非借用，那么这份送给“第十六任佩勒姆庄园领主”威廉·罗德曼·佩尔二世（William Rodman Pell 2d）的礼物就白白浪费一千美元，因为当地法令禁止饲养牲畜。

## 脚注
1. 1 2 3 4 5 6  Yeoman，第1093頁.
2. 1 2 3 4  Flynn，第354頁.
3. ↑  Crowell.
4. 1 2  Taxay，第200頁.
5. ↑  Slabaugh，第149頁.
6. ↑  Bowers，第62–63頁.
7. ↑  Yeoman，第1068–1077頁.
8. ↑  Swiatek，第304頁.
9. 1 2  Senate hearings，第18–23頁.
10. ↑  Flynn，第116頁.
11. 1 2  Flynn，第131頁.
12. ↑  Bowers，第419頁.
13. ↑  Skipton，第2–3頁.
14. 1 2 3  history.
15. ↑  Skipton，第3頁.
16. ↑   80: 3800. 1936-03-16.
17. 1 2  Senate hearings，第title page, 1–2頁.
18. ↑  Senate hearings，第11–12頁.
19. ↑  senateamendment.
20. ↑  senatepass.
21. ↑   80: 5653. 1936-04-17.
22. ↑   80: 6275. 1936-04-27.
23. ↑  Bowers，第420頁.
24. ↑  Skipton，第5–6頁.
25. 1 2  Swiatek，第403頁.
26. ↑  Taxay，第v–vi, 194–96頁.
27. ↑  Skipton，第7頁.
28. ↑  Taxay，第195, 199頁.
29. 1 2  Taxay，第199–200頁.
30. ↑  Skipton，第8頁.
31. ↑  Skipton，第10–11頁.
32. ↑  Flynn，第306頁.
33. ↑  Swiatek，第402頁.
34. ↑  Skipton，没有页码，附在序言后.
35. ↑  Fuljenz，第265頁.
36. 1 2  Swiatek & Breen，第169, 172頁.
37. ↑  Fuljenz，第266頁.
38. ↑  Skipton，第10頁.
39. 1 2  Swiatek，第404頁.
40. ↑  Yeoman，第1093–1094頁.
41. ↑  Duffield，第305頁.
42. ↑  Bowers，第420–21頁.
43. ↑  Vermeule，第203–204頁.
44. ↑  Bowers，第421頁.
45. ↑  Skipton，第12–13頁.
46. ↑  Bowers，第421–24頁.
47. ↑  The Numismatist.
48. ↑  Skipton，第23–26頁.
49. ↑  Bowers，第421–424頁.
50. ↑  Skipton，第19, 29–30頁.
51. ↑  Bowers，第422頁.
52. ↑  One Fatt Calfe.